# 2024년 NFL 시즌
2024년 NFL 시즌(2024 NFL season)은 내셔널 풋볼 리그(National Football League, NFL)의 105번째 시즌이다. 시즌은 2024년 9월 5일에 시작되었으며, 현재 슈퍼볼 챔피언 캔자스시티가 NFL 킥오프 게임에서 볼티모어를 꺾었다. 정규시즌은 2025년 1월 5일 종료될 예정이다.
이어 플레이오프는 1월 11일 시작해 2월 9일 루이지애나주 뉴올리언스의 시저스 슈퍼돔에서 열리는 리그 챔피언십 경기인 슈퍼볼 LIX로 마무리될 예정이다.